# Liga ARC 2013
La temporada 2013 de la Liga ARC es la octava edición desde que se iniciara la competición de traineras organizada por la Asociación de Remo del Cantábrico en 2006. Se compone de dos grupos de 12 y 14 equipos respectivamente. La temporada regular comenzó el 23 de junio en Ciérvana (Vizcaya) y terminó el 31 de agosto en Erandio (Vizcaya). Posteriormente, se disputaron los play-off para el ascenso a la Liga ACT y entre los dos grupos de la Liga ARC.

## Sistema de competición
La Liga ARC está dividida en 2 grupos cada uno de los cuales disputa un calendario de regatas propio. Al finalizar la liga regular y para decidir los ascensos y descensos entre la Liga ACT y los 2 grupos de la Liga ARC se disputan sendos play-off:
- Play-off de ascenso a Liga ACT: se disputan 2 plazas en la Liga ACT entre el penúltimo clasificado de dicha competición, ya que el último desciende directamente, los 2 primeros del Grupo 1 y los 2 primeros de la Liga LNT.
- Play-off entre grupos ARC: el campeón del Grupo 2 asciende directamente al Grupo 1 y la última plaza del Grupo 1 se disputa entre los dos últimos clasificados del Grupo 1 y el segundo y tercero del Grupo 2.

## Calendario
Las siguientes regatas están programadas para tener lugar en 2013.

### Grupo 1
| Orden | Regata                                        | Fecha        | Provincia |
| ----- | --------------------------------------------- | ------------ | --------- |
| 1     | XXX Bandera Petronor                          | 23 de junio  | Vizcaya   |
| 2     | XXVI Bandera de Elanchove                     | 30 junio     | Vizcaya   |
| 3     | XXIX Bandera de Pasajes                       | 7 de julio   | Guipúzcoa |
| 4     | VI Bandera Donostiarra-Kaiarriba              | 13 de julio  | Guipúzcoa |
| 5     | VI Bandera de la Fiesta del Besugo            | 20 de julio  | Guipúzcoa |
| 6     | XXVIII Bandera El Correo-Gran Premio BBK      | 28 de julio  | Vizcaya   |
| 7     | XXIX Bandera de Ondárroa                      | 3 de agosto  | Vizcaya   |
| 8     | IV Bandera de Guetaria                        | 4 de agosto  | Guipúzcoa |
| 9     | XXXIV Bandera Iltmo. Ayuntamiento de Santurce | 10 de agosto | Vizcaya   |
| 10    | IV Bandera de Zarautz-Turkish Airlines        | 15 agosto    | Guipúzcoa |
| 11    | XLIII Bandera Excmo. Ayuntamiento de Santoña  | 18 de agosto | Cantabria |
| 12    | XXIII Bandera Ayuntamiento de Camargo         | 24 de agosto | Cantabria |

### Grupo 2
| Orden | Regata                                              | Fecha        | Provincia |
| ----- | --------------------------------------------------- | ------------ | --------- |
| 1     | XXII Bandera de San Juan de Luz                     | 6 de julio   | Francia   |
| 2     | IX Bandera de Traineras de Gozón                    | 13 de julio  | Asturias  |
| 3     | VII Bandera de Rentería                             | 21 de julio  | Guipúzcoa |
| 4     | X Bandera del Puerto Viejo de Algorta               | 27 de julio  | Vizcaya   |
| 5     | XIX Bandera de la Cofradía                          | 28 de julio  | Guipúzcoa |
| 6     | XXV Bandera de Plencia                              | 3 de agosto  | Vizcaya   |
| 7     | XVI Bandera de Las Arenas                           | 4 de agosto  | Vizcaya   |
| 8     | XV Bandera de Mundaca                               | 10 de agosto | Vizcaya   |
| 9     | XVIII Regata Promoción de Fuenterrabía              | 11 de agosto | Guipúzcoa |
| 10    | XLI Bandera Ciudad de Castro-VI Mem. Avelino Ibáñez | 15 de agosto | Cantabria |
| 11    | Bandera Virgen del Mar B                            | 17 de agosto | Vizcaya   |
| 12    | XXXVI Villa de Bilbao                               | 18 de agosto | Vizcaya   |
| 13    | XX Bandera Ría del Asón                             | 24 de agosto | Cantabria |
| 14    | XLIV Bandera de Santander                           | 25 de agosto | Cantabria |
| 15    | XXVI Bandera de Erandio                             | 31 de agosto | Vizcaya   |

### Play-off de ascenso a Liga ACT
| Orden | Regata      | Fecha            | Provincia |
| ----- | ----------- | ---------------- | --------- |
| 1     | Bermeo      | 14 de septiembre | Vizcaya   |
| 2     | Portugalete | 15 de septiembre | Vizcaya   |

### Play-off entre grupos
| Orden | Regata          | Fecha           | Provincia |
| ----- | --------------- | --------------- | --------- |
| 1     | Prueba "En ría" | 31 de agosto    | Vizcaya   |
| 2     | Prueba "En mar" | 1 de septiembre | Guipúzcoa |

## Traineras participantes

### Grupo 1
| Equipo                 | Nombre de la Trainera | Localidad     | Provincia |
| Zierbena               | Bahías de Bizkaia     | Ciérvana      | Vizcaya   |
| C.R. Camargo           | Virgen del Carmen     | Camargo       | Cantabria |
| Lekittarra-BM          | Lekittarra            | Lequeitio     | Vizcaya   |
| Donostiarra            | Torrekua              | San Sebastián | Guipúzcoa |
| Zarautz                | Enbata                | Zarauz        | Guipúzcoa |
| Santurtzi-Iberdrola    | Sotera                | Santurce      | Vizcaya   |
| Santoña C.R.           | Virgen del Puerto     | Santoña       | Cantabria |
| Orio "B"               | Txiki                 | Orio          | Guipúzcoa |
| Basturialdea-Elantxobe | Artarri               | Elanchove     | Vizcaya   |
| Ondarroa A.E.          | Antiguako ama         | Ondárroa      | Vizcaya   |
| Getaria                | Esperantza            | Guetaria      | Guipúzcoa |
| Trintxerpe             | Azkuene               | Pasajes       | Guipúzcoa |

### Grupo 2
| Equipo               | Nombre de la Trainera | Localidad            | Provincia |
| Deusto-Tecuni-Bilbao | Tomatera              | Bilbao               | Vizcaya   |
| Hondarribia "B"      | Ama Guadalupekoa      | Fuenterrabía         | Guipúzcoa |
| Arkote A.T.          | Plentzitarra          | Plencia              | Vizcaya   |
| Getxo A.E.           | Goizeko Izarra        | Guecho               | Vizcaya   |
| C.R. Colindres       | San Ginés             | Colindres            | Cantabria |
| Mundaka              | Mundakarra            | Mundaca              | Vizcaya   |
| San Pedro "B"        | Libia                 | Pasajes de San Pedro | Guipúzcoa |
| Raspas A.E.          | Areatarra             | Las Arenas (Guecho)  | Vizcaya   |
| Hibaika A.E.         | Madalen               | Rentería             | Guipúzcoa |
| C.N. Luanco          | Luanquina             | Luanco               | Asturias  |
| S.D.R. Castreña "B"  | La Marinera           | Castro-Urdiales      | Cantabria |
| C.R. Santander       | Virgen del Mar        | Santander            | Cantabria |
| Itsasoko Ama         | Sotera                | Santurce             | Vizcaya   |
| Lutxana A.E.         | “Erandiotarra”        | Erandio              | Vizcaya   |

### Equipos por provincia
| Provincia | Grupo | N. | Equipos                                                                                         |
| --------- | ----- | -- | ----------------------------------------------------------------------------------------------- |
| Vizcaya   | 1     | 5  | Lekittarra-BM, Santurtzi-Iberdrola, Basturialdea-Elantxobe, Ondarroa A.E., Zierbena             |
| Vizcaya   | 2     | 7  | Deusto-Tecuni-Bilbao, Arkote A.T., Getxo A.E., Mundaka, Raspas A.E., Itsasoko Ama, Lutxana A.E. |
| Vizcaya   | TOTAL | 12 |                                                                                                 |
| Guipúzcoa | 1     | 5  | Orio "B", Donostiarra, Zarautz, Getaria, Trintxerpe                                             |
| Guipúzcoa | 2     | 3  | Hondarribia "B", San Pedro "B", Hibaika A.E.                                                    |
| Guipúzcoa | TOTAL | 8  |                                                                                                 |
| Cantabria | 1     | 2  | C.R. Camargo, Santoña C.R.                                                                      |
| Cantabria | 2     | 3  | C.R. Colindres, S.D.R. Castreña "B", C.R. Santander                                             |
| Cantabria | TOTAL | 5  |                                                                                                 |
| Asturias  | 1     | 0  | -                                                                                               |
| Asturias  | 2     | 1  | C.N. Luanco                                                                                     |
| Asturias  | TOTAL | 1  |                                                                                                 |

### Ascensos y descensos
| Pos. | Descendido de Liga ACT |
| ---- | ---------------------- |
| 12.º | Zierbena               |

| Pos.  | Ascendidos de Grupo 2  |
| ----- | ---------------------- |
| 1.º   | Trintxerpe             |
| Prom. | Orio-Babyauto "B" (2º) |

| Pos.  | Descendidos de Grupo 1     |
| ----- | -------------------------- |
| Prom. | Hondarribia "B" (11º)      |
| 12.º  | Deusto-Tecuni-Bilbao (12º) |

| Pos. | Clubes de Grupo 2 no inscritos |
| ---- | ------------------------------ |
| 4.º  | Donostiarra "B"                |

| Pos. | Nueva inscripción |
| ---- | ----------------- |
| -    | Itsasoko Ama      |
| -    | Lutxana A.E.      |

     Ascenso directo.

     Ascenso después de play-off.

     Descenso directo ordinario.

     Descenso después de play-off.

     Descenso administrativo o desaparición.

     Nueva inscripción.

## Clasificación
A continuación se recoge la clasificación en cada una de las regatas disputadas en cada grupo.

### Grupo 1
Los puntos se reparten entre los doce participantes en cada regata. 
| Posición | 1.º | 2.º | 3.º | 4.º | 5.º | 6.º | 7.º | 8.º | 9.º | 10.º | 11.º | 12.º |
| Puntos   | 12  | 11  | 10  | 9   | 8   | 7   | 6   | 5   | 4   | 3    | 2    | 1    |

| Pos. | Club                   | Trainera          | 1 PET | 2 ELA | 3 PAS | 4 DON | 5 BES | 6 COR | 7 OND | 8 GUE | 9 SCE | 10 ZAR | 11 SÑA | 12 CAM | Puntos |
| ---- | ---------------------- | ----------------- | ----- | ----- | ----- | ----- | ----- | ----- | ----- | ----- | ----- | ------ | ------ | ------ | ------ |
| 1    | Zierbena               | Bahías de Bizkaia | 1     | 1     | 2     | 3     | 1     | 1     | 2     | 3     | 1     | 1      | 2      | 1      | 137    |
| 2    | Lekittarra-BM          | Lekittarra        | 2     | 2     | 3     | 2     | 3     | 2     | 1     | 1     | 2     | 2      | 7      | 2      | 127    |
| 3    | Santurtzi-Iberdrola    | Sotera            | 3     | 6     | 1     | 1     | 2     | 4     | 3     | 2     | 4     | 4      | 1      | 3      | 122    |
| 4    | Getaria                | Esperantza        | 4     | 9     | 7     | 6     | 4     | 3     | 5     | 4     | 5     | 3      | 5      | 4      | 97     |
| 5    | Trintxerpe             | Azkuene           | 7     | 3     | 4     | 5     | 5     | 6     | 7     | 5     | 6     | 5      | 6      | 5      | 92     |
| 6    | Ondarroa A.E.          | Antiguako ama     | 5     | 4     | 6     | 4     | 6     | 5     | 4     | 7     | 3     | 6      | 9      | 7      | 90     |
| 7    | Donostiarra            | Torrekua          | 8     | 8     | 5     | 7     | 8     | 7     | 8     | 6     | 8     | 11     | 4      | 6      | 70     |
| 8    | Santoña C.R.           | Virgen del Puerto | 9     | 7     | 9     | 10    | 7     | 8     | 11    | 10    | 7     | 7      | 3      | 11     | 57     |
| 9    | Basturialdea-Elantxobe | Artarri           | 10    | 11    | 8     | 9     | 10    | 9     | 10    | 8     | 10    | 8      | 10     | 10     | 43     |
| 10   | Orio "B"               | Txiki             | 6     | 12    | 12    | 11    | 12    | 11    | 6     | 9     | 9     | 10     | 8      | 8      | 41     |
| 11   | Zarautz                | Enbata            | 11    | 5     | 11    | 8     | 9     | 12    | 9     | 11    | 11    | 9      | 11     | 9      | 11     |
| 12   | C.R. Camargo           | Virgen del Carmen | 12    | 10    | 10    | 12    | 11    | 10    | 12    | 12    | 12    | 12     | 12     | 12     | 19     |

| Color  | Resultado |
| ------ | --------- |
| Oro    | Ganador   |
| Plata  | Segundo   |
| Bronce | Tercero   |
| Verde  | Puntuó    |

### Grupo 2
Los puntos se reparten entre los catorce participantes en cada regata. 
| Posición | 1.º | 2.º | 3.º | 4.º | 5.º | 6.º | 7.º | 8.º | 9.º | 10.º | 11.º | 12.º | 13.º | 14.º |
| Puntos   | 14  | 13  | 12  | 11  | 10  | 9   | 8   | 7   | 6   | 5    | 4    | 3    | 2    | 1    |

| Pos. | Club                 | Trainera         | 1 LUZ | 2 GOZ | 3 REN | 4 ALG | 5 COF | 6 PLE | 7 ARE | 8 MUN | 9 PRO | 10 CAS | 11 VIR | 12 BIL | 13 ASO | 14 SAN | 15 ERA | Puntos |
| ---- | -------------------- | ---------------- | ----- | ----- | ----- | ----- | ----- | ----- | ----- | ----- | ----- | ------ | ------ | ------ | ------ | ------ | ------ | ------ |
| 1    | San Pedro "B"        | Libia            | 4     | 1     | 2     | 1     | 3     | 1     | 1     | 1     | 3     | 2      | 1      | 3      | 1      | 1      | 3      | 171    |
| 2    | Hondarribia "B"      | Ama Guadalupekoa | 2     | 6     | 1     | 2     | 1     | 5     | 2     | 2     | 1     | 3      | 2      | 2      | 2      | 2      | 1      | 163    |
| 3    | Deusto-Tecuni-Bilbao | Tomatera         | 3     | 5     | 4     | 6     | 4     | 3     | 3     | 4     | 2     | 1      | 6      | 1      | 3      | 7      | 2      | 144    |
| 4    | Arkote A.T.          | Plentzitarra     | 6     | 4     | 3     | 4     | 2     | 2     | 5     | 6     | 6     | 5      | 7      | 4      | 5      | 3      | 4      | 134    |
| 5    | Getxo A.E.           | Goizeko Izarra   | 1     | 2     | 5     | 5     | 5     | 4     | 6     | 9     | 7     | 4      | 3      | 5      | 7      | 4      | 7      | 129    |
| 6    | Mundaka              | Mundakarra       | 7     | 3     | 6     | 3     | 6     | 6     | 4     | 3     | 4     | 6      | 4      | 6      | 4      | 5      | 5      | 129    |
| 7    | Hibaika A.E.         | Madalen          | 5     | 8     | 7     | 7     | 8     | 8     | 8     | 5     | 5     | 8      | 5      | 10     | 6      | 6      | 9      | 100    |
| 8    | Itsasoko Ama         | Sotera           | 9     | 7     | 8     | 8     | 7     | 7     | 7     | 8     | 9     | 7      | 8      | 7      | 8      | 8      | 6      | 88     |
| 9    | S.D.R. Castreña "B"  | La Marinera      | 8     | 10    | 11    | 9     | 10    | 9     | 10    | 7     | 8     | 9      | 9      | 9      | 9      | 10     | 11     | 68     |
| 10   | Lutxana A.E.         | “Erandiotarra”   | 10    | 11    | 10    | 11    | 9     | 10    | 9     | 10    | 11    | 11     | DSQ    | 8      | 11     | 9      | 8      | 53     |
| 11   | C.N. Luanco          | Luanquina        | 14    | 9     | 9     | 14    | 13    | 11    | 13    | 12    | 10    | 10     | 13     | 12     | 12     | 12     | 12     | 39     |
| 12   | C.R. Santander       | Virgen del Mar   | 12    | 13    | 14    | 13    | 14    | 14    | 14    | 11    | 13    | 12     | 12     | 11     | 13     | 11     | 14     | 28     |
| 13   | C.R. Colindres       | San Ginés        | 11    | 14    | 13    | 12    | 12    | 13    | 12    | 13    | 14    | 13     | 11     | 13     | 14     | 13     | 13     | 27     |
| 14   | Raspas A.E.          | Areatarra        | 13    | 12    | 12    | 10    | 11    | 12    | 11    | 14    | 12    | 14     | 10     | DSQ    | 10     | 14     | 10     | 0      |

| Color  | Resultado           |
| ------ | ------------------- |
| Oro    | Ganador             |
| Plata  | Segundo             |
| Bronce | Tercero             |
| Verde  | Puntuó              |
| Negro  | DSQ - Descalificado |

### Play-off de ascenso a Liga ACT
Los puntos se reparten entre los cinco participantes en cada regata.
| Posición | 1.º | 2.º | 3.º | 4.º | 5.º |
| Puntos   | 5   | 4   | 3   | 2   | 1   |

| Pos. | Club                 | Trainera          | 1 BER | 2 POR | Puntos |
| ---- | -------------------- | ----------------- | ----- | ----- | ------ |
| 1    | Zierbena             | Bahías de Bizkaia | 1     | 1     | 10     |
| 2    | Cabo da Cruz         | Cabo da Cruz      | 2     | 4     | 6      |
| 3    | Lekittarra-BM        | Lekittarra        | 5     | 2     | 5      |
| 4    | Samertolameu         | A Terca           | 4     | 3     | 4      |
| 5    | Zumaia-Altuna y Uria | Telmo Deun        | 3     | 5     | 4      |

| Color  | Resultado |
| ------ | --------- |
| Oro    | Ganador   |
| Plata  | Segundo   |
| Bronce | Tercero   |
| Verde  | Puntuó    |

### Play-off entre grupos
El equipo San Pedro "B" asciende al Grupo 1 directamente al quedar primero del Grupo 2.
El equipo C.R. Camargo desciende al Grupo 2 directamente al quedar último del Grupo 1.
Los puntos se reparten entre los tres participantes en cada regata.
| Posición | 1.º | 2.º | 3.º |
| Puntos   | 3   | 2   | 1   |

| Pos. | Club                 | Trainera         | 1 RÍA | 2 MAR | Puntos |
| ---- | -------------------- | ---------------- | ----- | ----- | ------ |
| 1    | Hondarribia "B"      | Ama Guadalupekoa | 1     | 2     | 5      |
| 2    | Zarautz              | Enbata           | 3     | 1     | 4      |
| 3    | Deusto-Tecuni-Bilbao | Tomatera         | 2     | 3     | 3      |

| Color  | Resultado |
| ------ | --------- |
| Oro    | Ganador   |
| Plata  | Segundo   |
| Bronce | Tercero   |